# Synsepalum batesii
Synsepalum batesii là một loài thực vật có hoa trong họ Hồng xiêm. Loài này được (A.Chev.) Aubrév. & Pellegr. miêu tả khoa học đầu tiên năm 1961.